# Торговля людьми в Гвинее-Бисау
Торговля людьми в Гвинее-Бисау — преступная индустрия, действующая как в самой республике, так и в других странах Африки. Гвинея-Бисау является участником Протокола ООН по торговле людьми от 2000 года к Конвенции ООН против транснациональной организованной преступности.
Гвинея-Бисау является страной происхождения детей, подвергающихся торговле людьми, в частности, принудительному труду, главным образом попрошайничеству, и принудительной проституции. Мальчиков отправляют в Сенегал и, в меньшей степени, в Мали и Гвинею под присмотром учителей Корана, называемых марабутами, или их посредников, для получения исламского религиозного образования. Злоупотребления с детьми-талибе могут включать принуждение к попрошайничеству и жестокое обращение. Поэтому правительству (2022 год) рекомендовано привлекать к ответственности  коррумпированных учителей Корана, которые принуждают мальчиков к попрошайничеству, и сотрудников отелей, которые способствуют детскому секс-туризму в Бижагош. К уязвимой группе относятся также зарубежные кубинские рабочие.
Пока правительство Гвинеи-Бисау соблюдало минимальные стандарты ликвидации торговли людьми, и с учётом  ограниченных ресурсов, с 2014 года, три года подряд (до 2017 года) «Управление Государственного департамента США по мониторингу и борьбе с торговлей людьми»  присваивало Гвинее-Бисау уровень 2, однако из-за недостаточных усилий правительства  понизило рейтинг страны до «уровня 3» в 2017 году и оставило его на этом же уровне в 2022 году. Таким образом страна вносит большой вклад в рабство современной Африки.
По распространённости рабства (отчёт 2018 года) Гвинея-Бисау занимает 36-е место из 167 стран, предоставивших данные, т.е. индекс рабства 36/167 (для сравнения в США 158/167, в Японии 167/167). Оценочное число жертв рабства (2018 год)—13 тыс. человек. 80 человек из 100 уязвимы для рабства (2023 год).

## Преследование
Законодательство Бисау-Гвинеи не запрещает все формы торговли людьми, хотя и запрещает принудительный труд в соответствии со статьей 37 Уголовного кодекса страны, которая предусматривает достаточно суровое наказание в виде пожизненного заключения. До принятия «Закона о борьбе с торговлей людьми 2011 года»  Национальная ассамблея разработала закон о запрещении торговли детьми, однако он не был принят до роспуска законодательного органа в августе 2008 года. В то время, по оценкам ЮНИСЕФ, из Гвинеи-Бисау ежемесячно вывозилось 200 детей, а исследование, проведенное в 2008 году, показало, что 30 процентов из 8000 религиозных студентов, просящих милостыню на улицах Дакара, были родом из Гвинеи-Бисау. Бывшие талибы из округов Бафата и Габу являлись основными торговцами людьми, действовали открыто, прикрываясь своим положением в мусульманском сообществе. Девочки также являлись мишенями и привлекались к работе в качестве домашней прислуги в Гвинее-Бисау или Сенегале. Гвинея-Бисау конкретно не запрещала принудительную проституцию.
«Закон о борьбе с торговлей людьми 2011 года» криминализировал торговлю людьми в целях сексуальной эксплуатации, было предусмотрено наказание в виде лишения свободы на срок от трех до 15 лет и конфискация любых доходов от преступления. Для применения «Закона о борьбе с торговлей людьми 2011 года» до сих пор требуется обучение сотрудников правоохранительных и судебных органов . Проект поправок к Кодексу о защите детей, направленный на приведение его в соответствие с международным правом о торговле людьми, находится на рассмотрении законодательного органа уже третий год подряд (на 2022 год). Поправки к Трудовому кодексу, которые распространят охрану труда на домашних работников, находятся на рассмотрении национального собрания с 2015 года.
Правительство Гвинеи-Бисау не активизировало усилия по судебному преследованию и наказанию преступников, занимающихся торговлей людьми, не был привлечён к ответственности ни один работорговец третий год подряд (2022 год).

## Защита
Правительство Гвинеи-Бисау демонстрировало усилия по защите и репатриации жертв, но не осуществляло активных действий по выявлению жертв торговли людьми.
Приюты
Хотя правительство не управляло приютами для жертв и не предоставляло другие услуги для жертв напрямую, оно продолжало финансировать приют НКО для жертв торговли детьми в Габу, выделяя около 16 000 долларов в годовой операционный бюджет учреждения (на 2017 год). Также действовал приют другой НКО в Бафате. С 2019 года правительство прекратило финансирование приюта, полагаясь на международные организации. На 2022 год действовало три приюта для детей-жертв торговли людьми.
Репатриация
Правительство продолжало усилия, разрешенные законодательством Гвинеи-Бисау, по перехвату и возвращению жертв внутри страны и репатриации жертв из-за границы. К 2017 году правительство совместно с правительством Сенегала и посольством Бисау-Гвинеи в Дакаре репатриировало 43 ребёнка. В рамках процесса репатриации  от родителей требовалось подписание договора с региональным судом по принятию ответственности за безопасность собственных детей, с возможностью привлечения к уголовной ответственности, если дети снова станут предметом торговли. В это время дети-жертвы содержались правительством во временных приютах до успешного воссоединения. Свидетелям не предоставляется никакой специальной защиты. Полиция координировала свои усилия по репатриации с НКО, за 2017 год передав 160 жертв неправительственным организациям, предоставляющим услуги для жертв. Широко распространенное культурное признание отправки мальчиков из дома для получения религиозного образования препятствовало усилиям правоохранительных органов по борьбе с торговцами людьми.
Жертвы
Правительство выявило (отчёт 2022 года):
- детей- жертв принуждения к попрошайничеству— 92 ребенка
- детей-жертв сексуальной эксплуатации —33.

## Профилактика
В течение отчетного периода (на 2017 год) правительство Гвинеи-Бисау приложило минимальные усилия для повышения осведомленности о торговле людьми. Поддерживаемая государством НКО обучила пограничников выявлению потенциальных преступников, занимающихся торговлей людьми. Охранники задерживали взрослых мужчин без документов, подтверждающих отцовство на детей, с которыми мужчины пытались пересечь границу, но не передавали эти дела в полицию для расследования, и подозреваемых в торговле людьми обычно отпускали, а пограничники связывались с родителями, чтобы те забрали своих детей. Правительство не реализовало новые программы в 2009 году и не приняло ранее составленный национальный план действий. Межминистерский комитет под председательством президента Института женщин и детей регулярно собирался, чтобы скоординировать действия правительства и гражданского общества по борьбе с торговлей людьми, но практически ничего не предпринимал. В 2022 году было отмечено, что Правительство прилагало минимальные усилия для предотвращения торговли людьми.

## Профиль трафикинга
За последние пять лет, торговцы людьми эксплуатируют местных и иностранных жертв и в Гвинее-Бисау, и за границей.
Попрошайничество
Наиболее распространенная форма торговли людьми —принуждение детей к попрошайничеству. Некоторые коррумпированные учителя Корана заставляют или принуждают детей попрошайничать, не давая им образования. Торговцы людьми— мужчины из округов Бафата и Габу, обычно хорошо известные в сообществах, в которых они работают. Используются для попрошайничества в Бисау мальчики из Гвинеи-Бисау, и все чаще из Гвинеи, Гамбии и Сьерра-Леоне. Прозрачные границы позволяют перевозить большое количество мальчиков из Бисау-Гвинеи в Сенегал - и, в меньшей степени, в Мали.
Принудительный труд
Принудительный труд  жителей Гвинеи-Бисау используется:
- в уличной торговле, в сельскохозяйственном и горнодобывающем секторах Сенегала, особенно в городах Колда и Зигиншор (мальчики)
- для сексуальной эксплуатации и принудительного труда в уличной торговле и домашней работе в Гвинее, Гамбии и Сенегале, Испании (девочки)
- для сексуальной эксплуатации в детском секс-туризме на архипелаге  Бижагош в отелях, владельцами которых являются, как правило, французские граждане, через посредников из Бисау и Гвинеи, потребители—туристы из Франции и Бельгии (девочки  и мальчики с островов в возрасте 13-17 лет)
- в качестве домашней прислуги и в целях сексуальной эксплуатации в барах, ночных клубах, и отели в Бисау (девочки)
- в качестве домашней прислуги за границей (женщины)

Принудительный труд  из-за границы используется:
- при сборе кешью в Гвинее-Бисау, с последующим принуждением к попрошайничеству (мальчики из Западной Африки)
- чистка обуви в Гвинее-Бисау (мальчики из Гвинеи)
- по принуждению правительства Кубы (Кубинские граждане) в Гвинее-Бисау

Сексуальная эксплуатация
Сенегальские сети торговли людьми вербуют девушек из Гвинеи-Бисау для работы моделями или для сопровождения футбольных клубов, но подвергают их торговле в целях сексуальной эксплуатации.